# Mounir el-Motassadeq
Mounir el-Motassadeq, né le 3 avril 1974 à Marrakech est un criminel et terroriste islamiste allemand d'origine marocaine.
Étudiant en ingénierie électrique à Hambourg, il est arrêté en novembre 2001 après avoir passé un ou deux mois en 2000 dans un camp d'entraînement militaire en Afghanistan.

## Trois procès en Allemagne
Il a été accusé d'être complice des attentats du 11 septembre 2001 aux États-Unis.
Le 19 février 2003, il est condamné une première fois à 15 ans de réclusion criminelle – la peine maximale en Allemagne – par le Haut Tribunal du Land (équivalent hambourgeois de la cour d'assises), pour complicité dans l'assassinat de plus de 3 000 personnes et participation à association terroriste. L’accusation prouve que le jeune Marocain, qui vivait et étudiait à Hambourg depuis 1995, a fréquenté l’Égyptien Mohammed Atta.  Le verdict est cassé un an plus tard par la cour fédérale d'appel de Karlsruhe, car les autorités américaines n'avaient pas donné accès aux documents en leur possession.
Pour le procès en appel en août 2005, elles ont fourni les résumés des interrogatoires des complices présumés mais sans autoriser la justice allemande à entendre directement ces témoins, détenus à Guantanamo, en particulier celui de Ramzi Bin al-Shibh, le présumé trésorier d'al-Qaïda, arrêté au Pakistan un an après les attentats. Il est condamné à 7 ans de prison pour « appartenance à une organisation terroriste », en l'occurrence la présumée cellule d'al-Qaïda constituée autour de Mohammed Atta, dont la participation aux attentats du 11 septembre 2001 n'a jamais été prouvée. La cour a décidé qu'il appartenait  a une « organisation terroriste » et qu'il était convaincu de la justesse des objectifs du Djihad.
Après un nouvel appel, le 16 novembre 2007, la cour fédérale d'appel de Karlsruhe confirme cette décision, et à la demande du parquet, elle condamne le Marocain pour complicité de meurtre.
Il est condamné définitivement le 8 janvier 2007 à 15 ans de prison par le tribunal de Hambourg pour complicité dans les attentats du 11 septembre 2001.